# Lago Musters
Lago Musters är en sjö i Argentina.   Den ligger i provinsen Chubut, i den södra delen av landet, 1 500 km sydväst om huvudstaden Buenos Aires. Lago Musters ligger 270 meter över havet. Arean är 410 kvadratkilometer. Den sträcker sig 40,8 kilometer i nord-sydlig riktning, och 19,6 kilometer i öst-västlig riktning.
Trakten runt Lago Musters är nära nog obefolkad, med mindre än två invånare per kvadratkilometer.